# Başkaraören, Seydişehir
Başkaraören là một xã thuộc huyện Seydişehir, tỉnh Konya, Thổ Nhĩ Kỳ. Dân số thời điểm năm 2011 là 190 người.